# هیرو شاه
هیرو شاه (به انگلیسی: Hero Shah) یک منطقهٔ مسکونی در پاکستان است که در خیبر پختونخوا واقع شده‌است.